# Rhagio libanonicus
Rhagio libanonicus är en tvåvingeart som beskrevs av Szilady 1934. Rhagio libanonicus ingår i släktet Rhagio och familjen snäppflugor. Inga underarter finns listade i Catalogue of Life.